# Hp Photosmart D110a
La Hp Photosmart D110a es una impresora multifuncional con wi-fi de inyección de tinta con conexión del tipo 802.11g con ranura para tarjetas xD, MS/DUO, SD, MMC y CF. Utiliza la tecnología Photosmart Express.

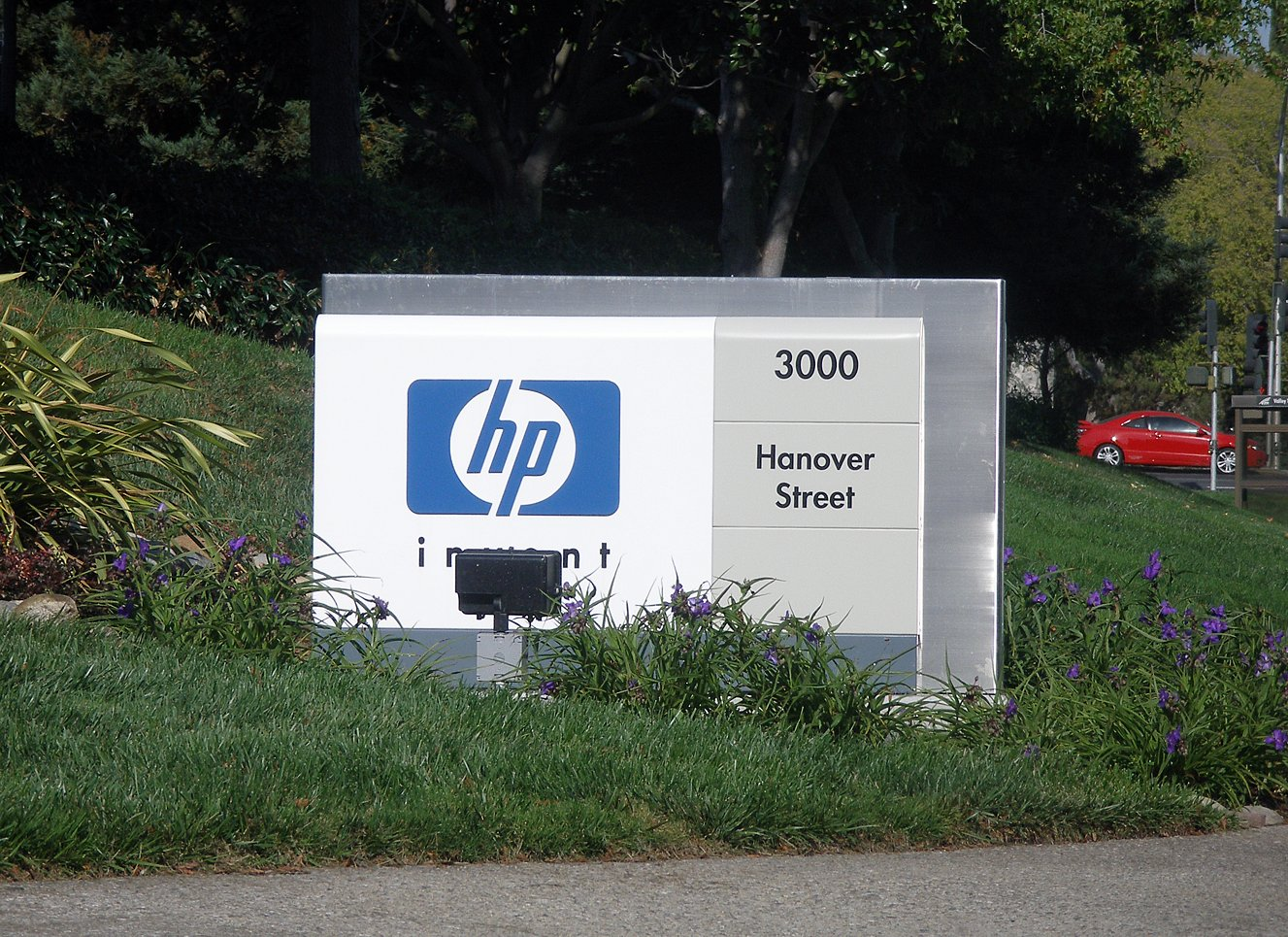
Empresa Hewlett-Packard

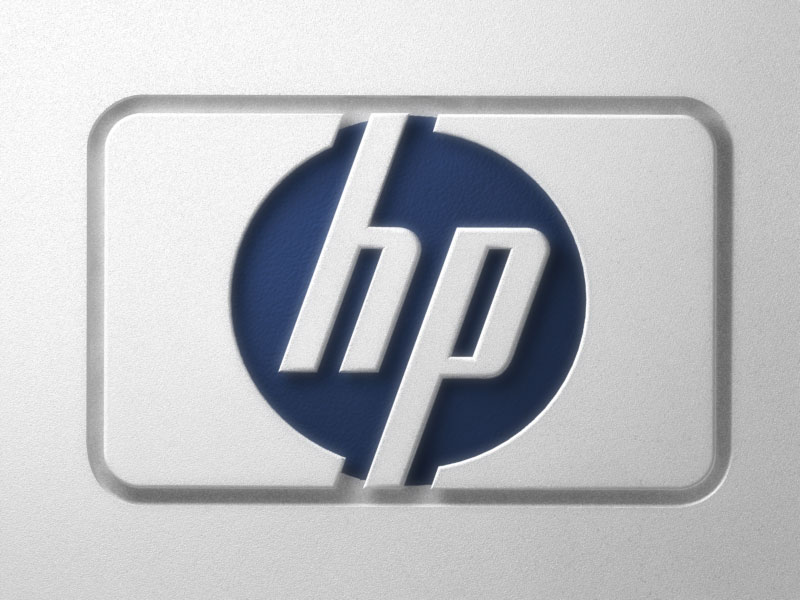
Logo de Hp

## Datos técnicos

### Impresión
Hp Photosmart D110a es compatible con varios sistemas operativos. El CD-ROM de instalación es compatible con Windows XP, Windows Vista, Window 7 y por último Mac, una desventaja que no es compatible con otros sistemas como Linux o Windows Server 2003.

#### Windows XPSP2 (32-bit)
- Intel Pentium II, Celeron o prosesador compatible de 233 MHz.
- 500 MB HD.
- Microsoft Internet Explorer 6 - Mozilla Firefox - Google Chrome.
- CD-ROM/DVD o Internet.
- USB

#### Windows Vista
- Procesador 800 MHz 32-bit(x86) o 64-bit (x64).
- 1,2 GB HD.
- Microsoft Internet Explorer 6 - Mozilla Firefox - Google Chrome.
- CD-ROM/DVD o Internet.
- USB

#### Windows 7
- Procesador 1 GHz MHz 32-bit(x86) o 64-bit (x64).
- 1,2 GB HD.
- Microsoft Internet Explorer 6 - Mozilla Firefox - Google Chrome.
- CD-ROM/DVD o Internet.
- USB

#### MacOS X V10.4, v10.5, v10.6
- PowerPC G4, G5 o procesador Intel Core.
- 300 MB HD.
- CD-ROM/DVD o Internet.
- USB

### Impresión
- Tecnología de impresión: Inyección de tinta térmica HP
- Pantalla: Cristales líquidos de 3,8 cm (grafismo color)
- Tipos de tinta: Color y negro
- Velocidad de impresión:

Texto negro A4Hasta 30 ppm
Textos & gráficos color A4Hasta; 23 ppm
La velocidad puede variar según el tipo de salida.
- Calidad de impresión:

- Negro: Hasta 1 200 ppp
- Color: Hasta; 4 800 x 1 200 ppp
- Impresión sin bordes (hasta 215 x 610 mm)

### Digitalización
- Resolución: Hasta 1 200 x 2 400 ppp
- Formato máximo de documentos: 215 x 297 mm
- Velocidad de digitalización: Foto color 10 x 15 cm en Microsoft® Word: menos de 48 s
- OCR (Reconocimiento de caracteres): por una página completa del texto Microsoft® Word: menos de 22 s

### Copiar
- Velocidad Texto en negro A4: Hasta 30 cpm
- Velocidad de Textos y gráficos en color A4: Hasta 23 cpm
- Resolución: Negro: Hasta 600 x 600 ppp
- Copias múltiples: Hasta 50
- Reducción/Ampliación: 50 a 400 %[1]

### Conectividad
- Disponibilidad de conexión al PC: Sí
- Conexiones al PC: USB, IEEE 802.11b, IEEE 802.11g

### Software incluido
- Controladores y utilidades: HP Photosmart Essential

### Alimentación
- Voltaje requerido: CA 110/230 V ( 50/60Hz ), ( 50/60Hz )
- Consumo eléctrico en funcionamiento: 70 vatios
- Consumo eléctrico en modo de espera: 7.5 vatios

### Estándares medioambientales
- Certificación ENERGY STAR: Sí[2]

### Cartuchos
- Se utiliza principalmente la tinta CC643WL pero también se ocupan las C4640, C4635, C4650, C4680, C4740, C4750, C4780, C4795.